# Китайский хомячок
Китайский хомячок (лат. Cricetulus griseus или лат. Cricetulus barabensis griseus) — грызун из рода Cricetulus подсемейства Cricetidae, относящийся к группе видов Cricetulus barabensis. Этот вид обитает в пустынях северного Китая.  

## Описание
Длина тела китайских хомячков составляет 82–127 мм, длина хвоста — 20–33 мм. Новорождённые весят всего 1,7 грамма, вес взрослых достигает  30–45 граммов. У самцов довольно большая мошонка по сравнению с размером их тела. По сравнению с хомяками из других родов подсемейства Cricetidae, большинство из которых имеют имеют скорее компактное тело, пропорции тела китайских хомячков кажутся стройными, и у них по сравнению с хомяками из других родов относительно более длинный хвост. В среднем в неволе они живут от двух до трёх лет.
Дикий окрас коричневато-серый с тёмной полоской по позвоночнику, чёрными и серыми клещами и беловатым брюшком. Такая окраска в сочетании с их гибким телосложением и более длинным хвостом заставляет их выглядеть «мышеподобными» по сравнению с золотистыми и джунгарскими хомячками.

## Таксономия
Латинские названия китайского хомячка и родственного ему барабинского хомячка не устоялись. Некоторые специалисты считают китайского хомячка (Cricetulus griseus) и барабинского хомяка (Cricetulus barabensis) разными видами, тогда как другие классифицируют их как подвиды одного вида, и в этом случае латинское название китайского хомячка становится Cricetulus barabensis griseus, а барабинский хомячок становится Cricetulus barabensis barabensis.

## Одомашнивание
Китайские хомячки сначала были одомашнены как лабораторные животные, но сейчас по большей части вышли из употребления. Впоследствии их содержали как домашних животных (хотя и не так часто и не так широко как золотистых хомячков).

### Лабораторные животные
В прошлом, до того, как учёные начали использовать других грызунов, китайские хомяки довольно часто использовались в качестве лабораторных животных. На смену им пришли лабораторные мыши и крысы, которых удобнее разводить и содержать в небольших клетках. Однако некоторые биотехнологические препараты все ещё производятся путём помещения гена белка в клетки яичника китайского хомячка, которые затем производят этот белок.

### Домашние питомцы
В качестве домашних животных обычно держали  самок китайских хомячков, а самцов использовали исключительно для разведения. Поскольку этот вид ведёт одиночный образ жизни, самцы, как правило, агрессивны, особенно если содержатся в слишком маленьких вольерах или в которых обитают другие особи. Они могут быть юркими, но быстро приручаются. После успешного приручения с ними легко обращаться. Китайские хомячки могут быть довольно нервными в детстве, но, когда их приручили, они становятся ручными и проявляют свой спокойный и нежный характер. Одна из их милых привычек - цепляться за палец дрессировщика всеми четырьмя лапками - как мышь-малютка, собирающая урожай на стебле злака.

### Запреты
Некоторые штаты США, такие как Калифорния и Нью-Джерси, считают китайского хомяка вредителем или экзотическим животным и там требуется специальное разрешение для содержания, разведения или продажи китайских хомячков.

### Цветовые разновидности
Помимо дикого окраса, хорошо известной разновидностью одомашненных пород является «пятнисто-белый»  китайский хомячок, который часто бывает серовато-белым по всей поверхности с только тёмной полосой на спине.
На данный момент среди домашних китайских хомяков существует только три разновидности окраса: 
- дикий тип
- пятнисто-белый
- белый черноглазый

Хомячки дикого типа и пятнисто-белые легко доступны в зоомагазинах по всей Великобритании, тогда как хомячки белого черноглазого типа окраски в продаже встречается крайне редко. На Британских островах лишь немногие любители имеют хомячков такого окраса.

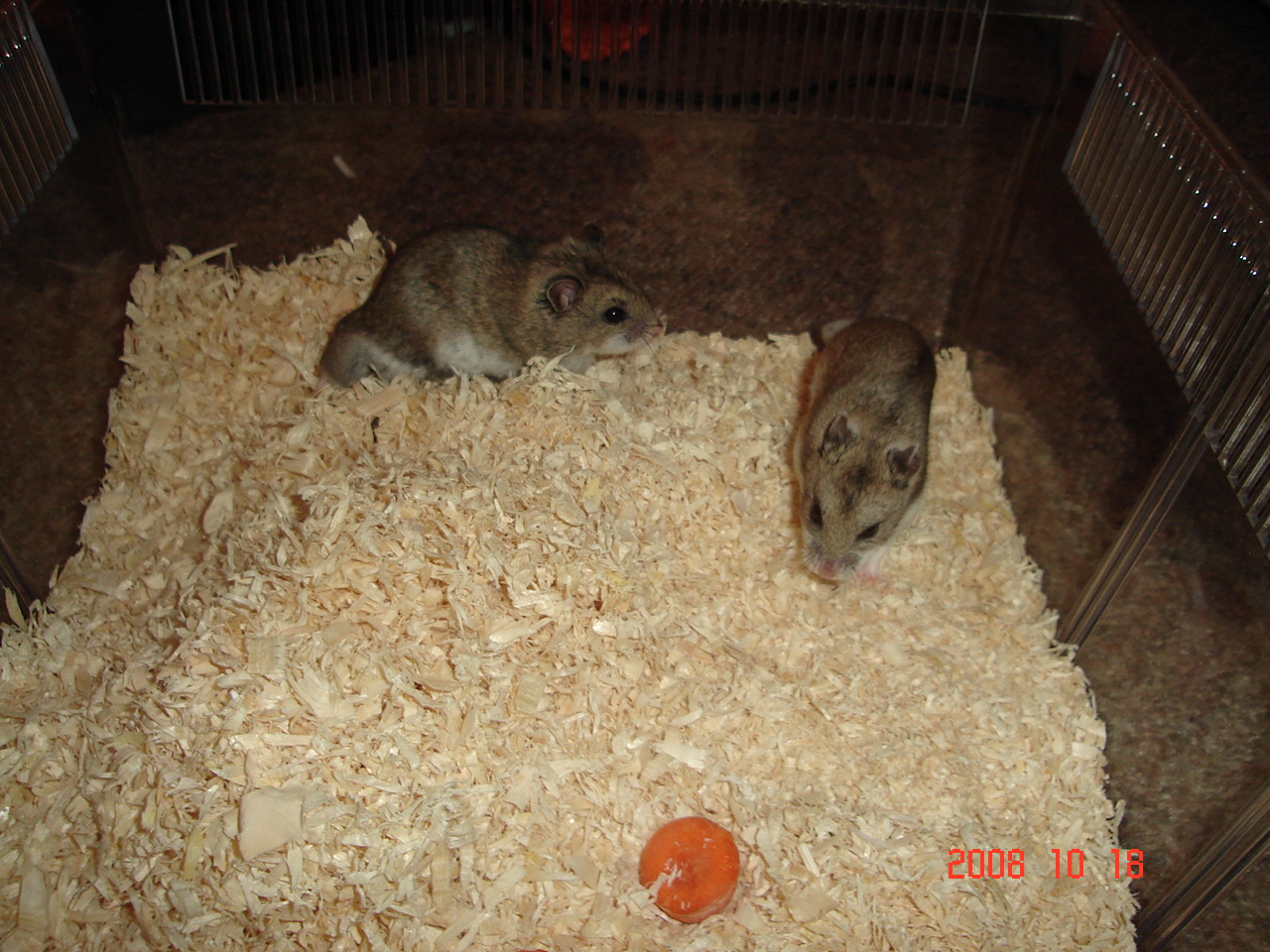
дикий тип (обратите внимание на большую мошонку у самца слева)
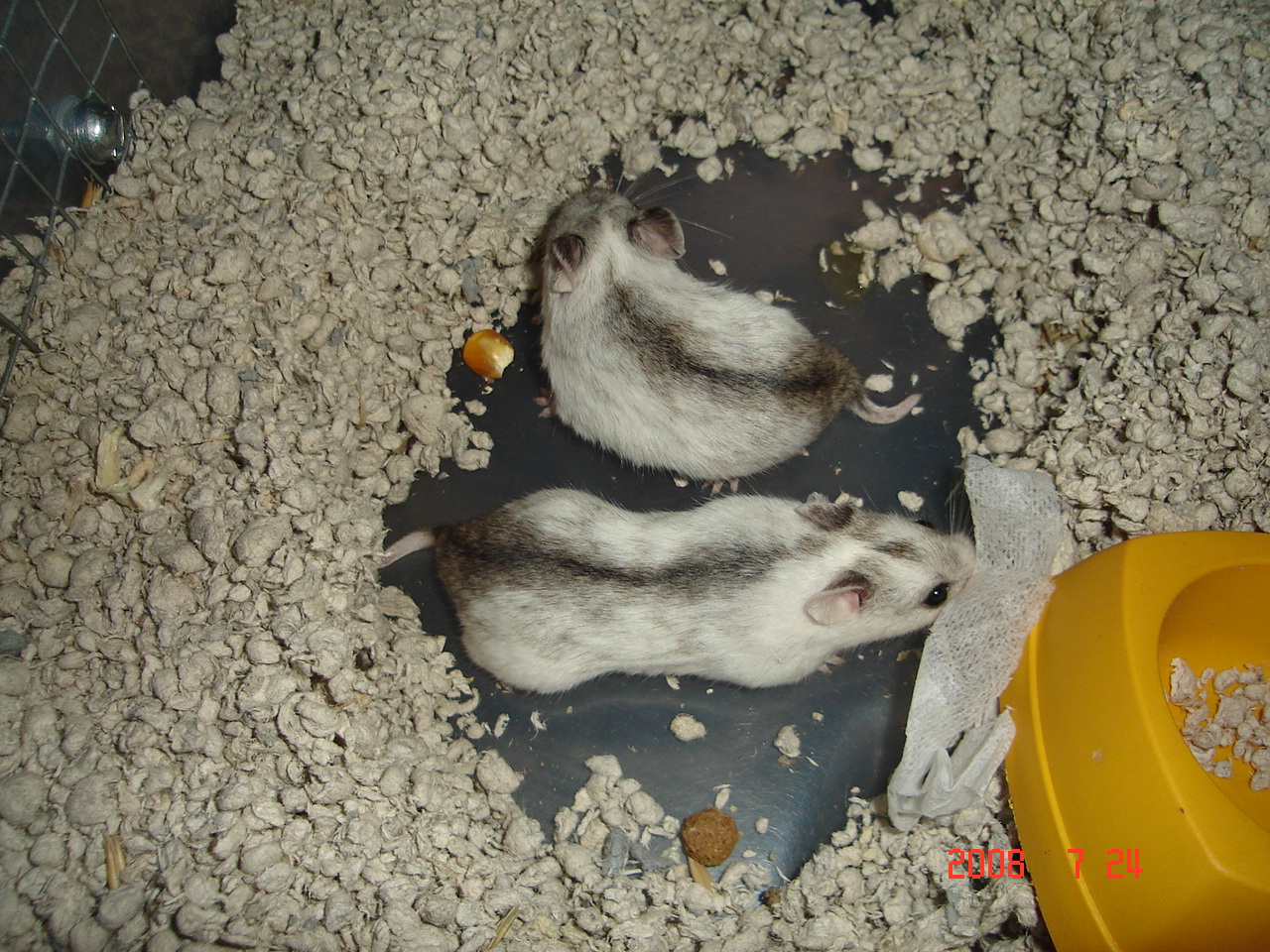
пятнисто-белый (обратите внимание на длину хвоста)
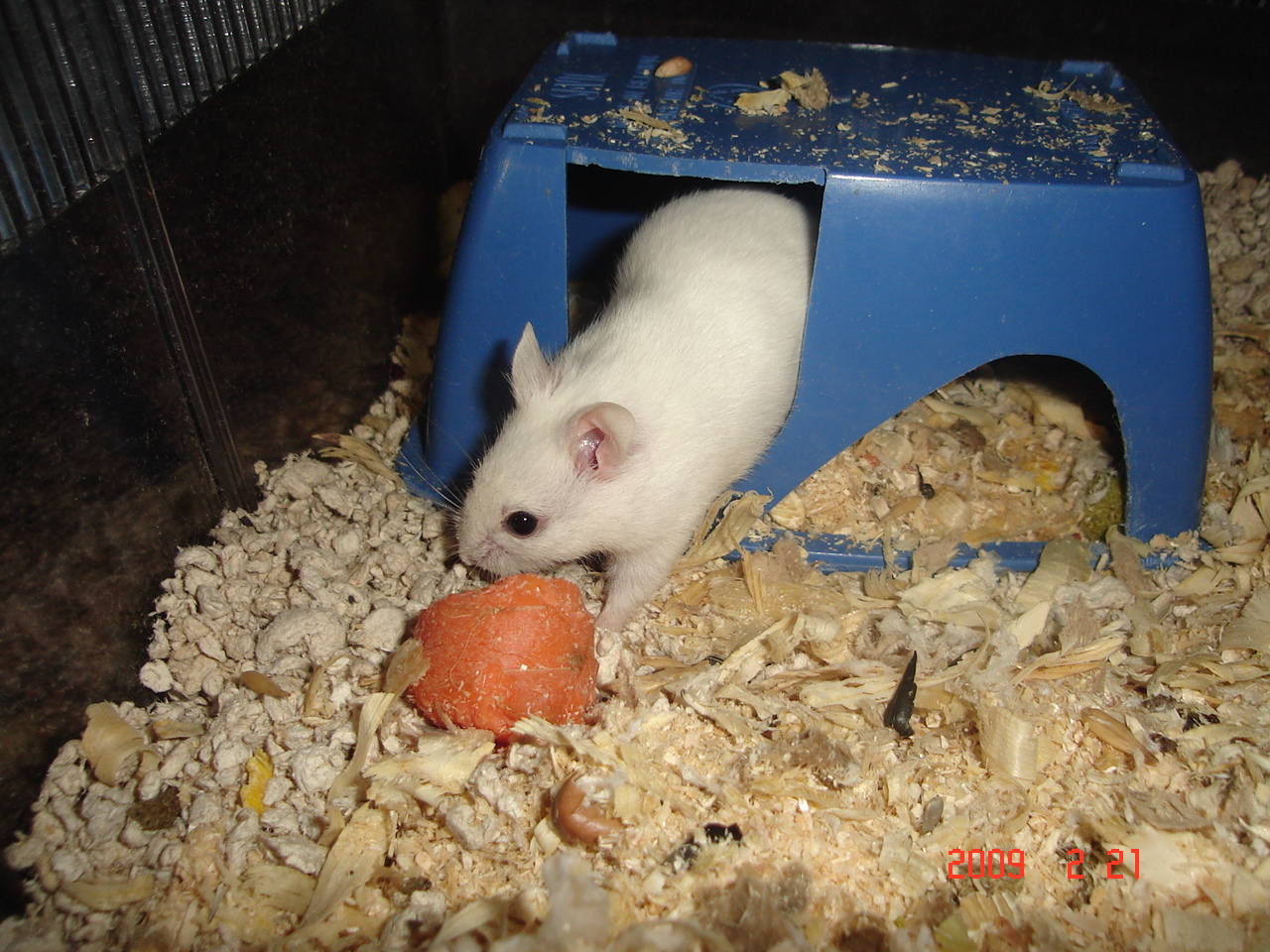
белый черноглазый тип